# Vészák
A vészák (páli: Vesākha, szanszkrit: Vaiśākha, dévanágari: वैशाख), más néven Buddha Purnima vagy Buddha-nap a buddhisták hagyományos ünnepe, amelyet különböző napokon tartanak Srí Lankán, Nepálban, Tibetben, Bangladesben, Bhutánban, Indiában, valamint a délkelet-ázsiai Fülöp-szigeteken, Szingapúrban, Vietnámban, Thaiföldön, Kambodzsában, Laoszban, Malajziában, Burmában és Indonéziában, illetve a világ egyéb helyein. Néha egyszerűen csak úgy nevezik, hogy „a Buddha születésnapja”, holott a vészák Gautama Buddha születésén kívül megemlékezik megvilágosodásáról (nirvána) és haláláról (parinirvána) is a théraváda buddhista hagyomány szerint.
A vészák pontos napja az ázsiai szolunáris naptárra épül, és elsősorban a buddhista és a hindu naptár vaiszakha hónapjában ünneplik. Innen jön az ünnep neve is. Nepálban, a történelmi Buddha szülőhelyének országában a hindu naptár szerinti vaiszakha hónap teliholdján tartják az ünnepet, amelyet hagyományosan Buddha Purimának neveznek. A szanszkrit purima jelentése ’telihold’. A théraváda országokban a buddhista naptárt követik, amely szerint a vészák az Uposzatha nap teliholdjára esik, általában az 5. vagy a 6. holdhónapban. Kínában, Japánban és Koreában a kínai holdnaptár negyedik hónapjának nyolcadik napján ünnepelnek. A dátum a nyugati Gergely-naptár szerint folyamatosan változó, de általában áprilisra vagy májusra esik; szökőévekben esetleg átcsúszhat júniusra is.
A mahájána hagyományokban az ünnepet a szanszkrit nevén ismerik és azoknak a helyi variációit használják:
- asszámi: Buddho Purnima (বুদ্ধ পূর্ণিমা),
- bengáli: Buddho Purnima (বুদ্ধ পূর্ণিমা), Buddho Joyonti (বুদ্ধ জয়ন্তী) vagy Bhesak (ভেসাক)
- burmai: Kason telihold napja
- kínai: 佛陀誕辰紀念日 (Fótuó dànchén jìniàn rì), 佛誕 (Fó Dàn), 浴佛節 (YùFó jié), 衛塞節 (Wèisāi jié)
- tagalog: Araw Ni Buddha
- hindi: Buddha Purnima (बुद्ध पूर्णिमा),  Budhha Jayanti (बुद्ध जयन्ती), Vaishakh Purnima (वैशाख पूर्णिमा)
- indonéz: Hari Raya Waisak
- japán: Hanamatsuri (花祭)
- khmer: Visak Puja (vagy Visak Bochea) (វិសាខបូជា)
- koreai: Seokka Tanshin-il (석가 탄신일, 釋迦誕辰日)
- laoszi: Vixakha Bouxa (ວິສາຂບູຊາ  Vixakha Bouxa)
- maláj: Hari Wesak
- navar: Swānyā Punhi (स्वांया पुन्हि)
- nepáli: Buddha Purnima (बुद्ध पुर्णिमा),  Budhha Jayanti (बुद्ध जयन्ति)
- szingaléz: Vesak (වෙසක්) telihold Poya nap
- tibeti: Saga Dawa (*ས་ག་ཟླ་བ། )
- thai: Wisakha Bucha (วิสาขบูชา)
- vietnámi: Phật Đản

## Külső hivatkozások
- (angolul) A vészák jelentősége – Buddha-nap Archiválva 2007. február 19-i dátummal a Wayback Machine-ben (www.buddhanet.net)